# Synidotea hanumantharaoi
Synidotea hanumantharaoi is een pissebed uit de familie Idoteidae. De wetenschappelijke naam van de soort is voor het eerst geldig gepubliceerd in 1984 door Kumari & Shyamasundari.